# بيوران سفلي
بيوران سفلي هي قرية في مقاطعة سردشت، إيران. عدد سكان هذه القرية هو 1,261 في سنة 2006.